# Vụ rơi máy bay Tupolev Tu-154 của Bộ Quốc phòng Nga 2016
Vụ rơi máy bay Tupolev Tu-154 của Bộ Quốc phòng Nga xảy ra trong chuyến bay từ phi trường Sochi ở miền nam nước Nga đến Syria vào ngày 25 tháng 12 năm 2016. Chiếc máy bay loại Tupolev Tu-154 rớt vào buổi sáng ngay sau khi cất cánh xuống Biển Đen.
Trong chuyến bay có đến 92 người, bao gồm 8 thành viên phi hành đoàn, 9 nhà báo và 64 thành viên của đoàn văn nghệ Alexandrov, dự định trình diễn buổi hòa nhạc năm mới ở căn cứ không quân Nga tại Latakia, Syria.
Các bộ phận của chiếc máy bay được phát hiện ở khoảng cách 1,5 đến 5 km ngoài khơi bờ biển.

## Máy bay
Chiếc máy bay gặp tai nạn là một chiếc Tupolev 154B-2 đã hoạt động từ năm 1983 và đã bay được 6.689 giờ. Theo tướng Igor Konaschenkow, chiếc máy bay được xem xét lần cuối là vào tháng 9, sửa chữa lớn hơn vào tháng 12 năm 2014. Phi công có nhiều kinh nghiệm. Thời tiết tốt.

## Điều tra
Ngay sau vụ tai nạn, Ủy ban Điều tra của Nga đã phát động một vụ án hình sự để tìm hiểu nguyên nhân vụ rơi máy bay.
Các quan chức Nga đã đánh giá thấp khả năng tấn công khủng bố. Thay vào đó, hướng điều tra tập trung nhiều hơn vào khả năng do lỗi cơ khí hoặc do con người. Tuy nhiên, họ đã bị chỉ trích vì người ta tin rằng một hư hỏng trên tàu có thể đã được phi hành đoàn báo cáo và việc không báo cáo bất kỳ sự cố nào đã dẫn đến nhiều nghi ngờ.
Một ánh chớp sáng quay được bởi CCTV dọc theo bờ biển Sochi làm dấy lên suy đoán của vụ nổ trên không hoặc từ tác động từ biển.
Tổng thống Nga Vladimir Putin cho biết Nga sẽ thực hiện một ngày quốc tang vào ngày 26 tháng 12 năm 2016.
Ngày 27/12, thiết bị lưu trữ dữ liệu đầu tiên của chuyến bay đã được tìm thấy và được chuyển về Viện Nghiên cứu Trung ương của Không quân Nga để giải mã.